# NGC 6303
NGC 6303 ist eine 13,8 mag helle elliptische Radiogalaxie vom Hubble-Typ E4 im Sternbild Drache am Nordsternhimmel. Sie ist schätzungsweise 551 Millionen Lichtjahre von der Milchstraße entfernt und hat einen Durchmesser von etwa 210.000 Lichtjahren.
Das Objekt wurde am 14. Oktober 1884 von Lewis A. Swift entdeckt.